# منتشرکن یا نابودشو
منتشرکن یا نابودشو (به انگلیسی: Publish or perish) کلام قصاری است برای توصیف فشار برای انتشار آثار دانشگاهی به‌منظور موفقیت در یک حرفه دانشگاهی. چنین فشار نهادی عموماً در دانشگاه‌های تحقیقاتی بیشینه است. برخی از پژوهشگران محیط منتشرکن یا نابودشو را به‌عنوان یک عامل کمک‌کننده در بحران تکرار شناسایی کرده‌اند.